# Jeton Kelmendi

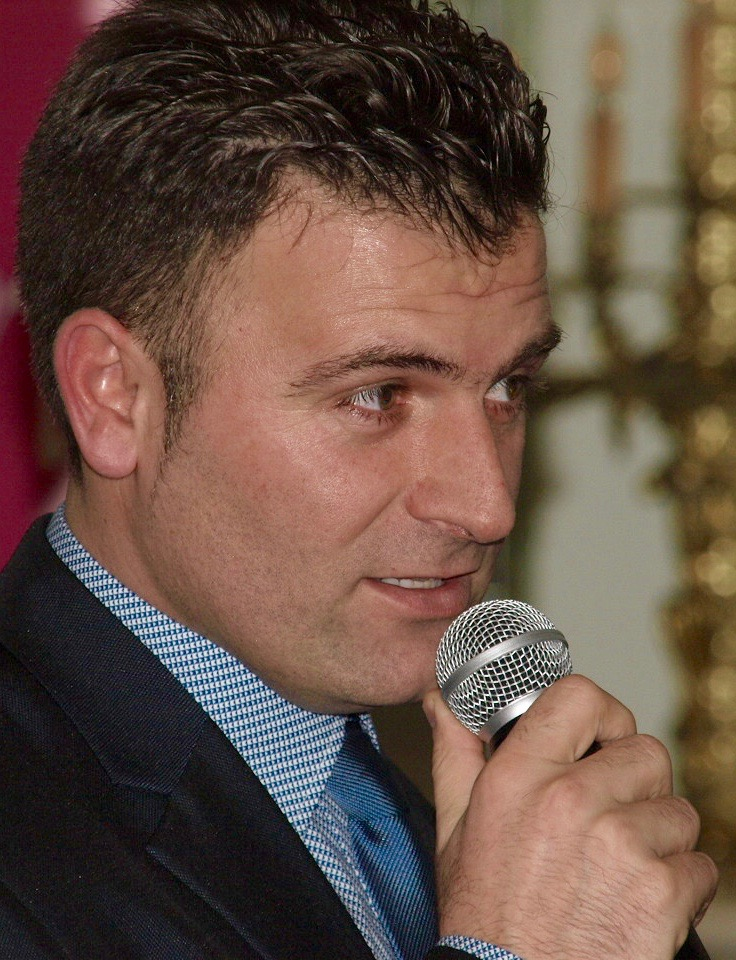
Jeton Kelmendi

Jeton Kelmendi (* 1978 in Peć) ist ein kosovarischer Schriftsteller und Korrespondent unterschiedlicher Medien im Kosovo und in Albanien.

## Leben
Kelmendi besuchte die Volksschule und das Gymnasium in seiner Heimatstadt, anschließend studierte er an der Universität Prishtina und war ein Mitglied der UÇK. Seine Arbeiten umfassen politische und kulturelle Themen, seine Lyrik wurde in mehrere Sprachen übersetzt und ist in verschiedenen Anthologien veröffentlicht. Er ist Mitglied der Association of European Journalists und mehrerer Dichtervereinigungen. Er lebt und arbeitet in Brüssel.
Kelmendi war mit seinem Buch Ku shkojnë ardhjet Finalist des nach dem albanischen Autor benannten staatlichen Literaturpreises Azem Shkreli.
Mehrere seiner Gedichtsammlungen wurden auf Albanisch und Rumänisch veröffentlicht.

## Werke (Auswahl)
- Jeton Kelmendi, Nazmi Rrahmani: Në qoftë mesditë. Faik Konica, Pristina 2004, ISBN 9951-06-067-6.
- Jeton Kelmendi: Ku shkojnë ardhjet. 2007.
- Jeton Kelmendi, Anton N. Berisha: Erdhe për gjurmë të erës : poezi e zgjedhur. Globus R., Tirana 2008.

## Preise
- Internationaler Preis “Nikolaj Gogol” Ukraine 2013
- Internationaler Preis “Alexander the Great” Griechenland 2013
- Internationaler Preis “World Poetry” Sarajevo, Bosnien und Herzegowina 2013
- Doctor Honoris Causa, Ukraine